# Meteoropati
Meteoropati är sjukdomar eller hälsotillstånd som beror på väderleken eller klimatet, det vill säga lufttemperaturen, luftfuktigheten, lufttryck, solljus, joniseringen av luften. Inom ekopsykiatrin tolkas psykiska störningar i ljuset av klimatet, varmed de betraktas som (delvis) meteoropatier. Som stöd för synsättet framförs då att nervsystemet och endokrina systemet anpassar sig till klimatet. I samma ljus tolkas för västvärlden vanliga sjukdomar som högt blodtryck, hjärt- och kärlsjukdomar, artropatier, giftstruma och stressjukdomar. Ljusterapi är en behandling som grundar sig på synsättet. En gren av meteoropatologin ägnar sig åt hälsans påverkan av andra ekosystem såsom byggnader, ubåtar, med mera. Mera traditionellt kan som meteoropatier räknas viss astma och vissa andra allergier, värmerelaterade sjukdomstillstånd, solbränna, miliaria, köldskada, hypotermi, tryckfallssjuka, med mera.